# Церковь Святого Иоанна (Люнебург)
Церковь Святого Иоанна (нем. Sankt Johannis) — евангелическо-лютеранская церковь в центре ганзейского города Люнебург (земля Нижняя Саксония); пятинефный готический храм, построенный между 1289 и 1470 годами, является самой старой церковью города; первое документальное упоминание о здании церкви-предшественницы датируется 1174 годом; является памятником архитектуры (кирпичной готики).